# 화분

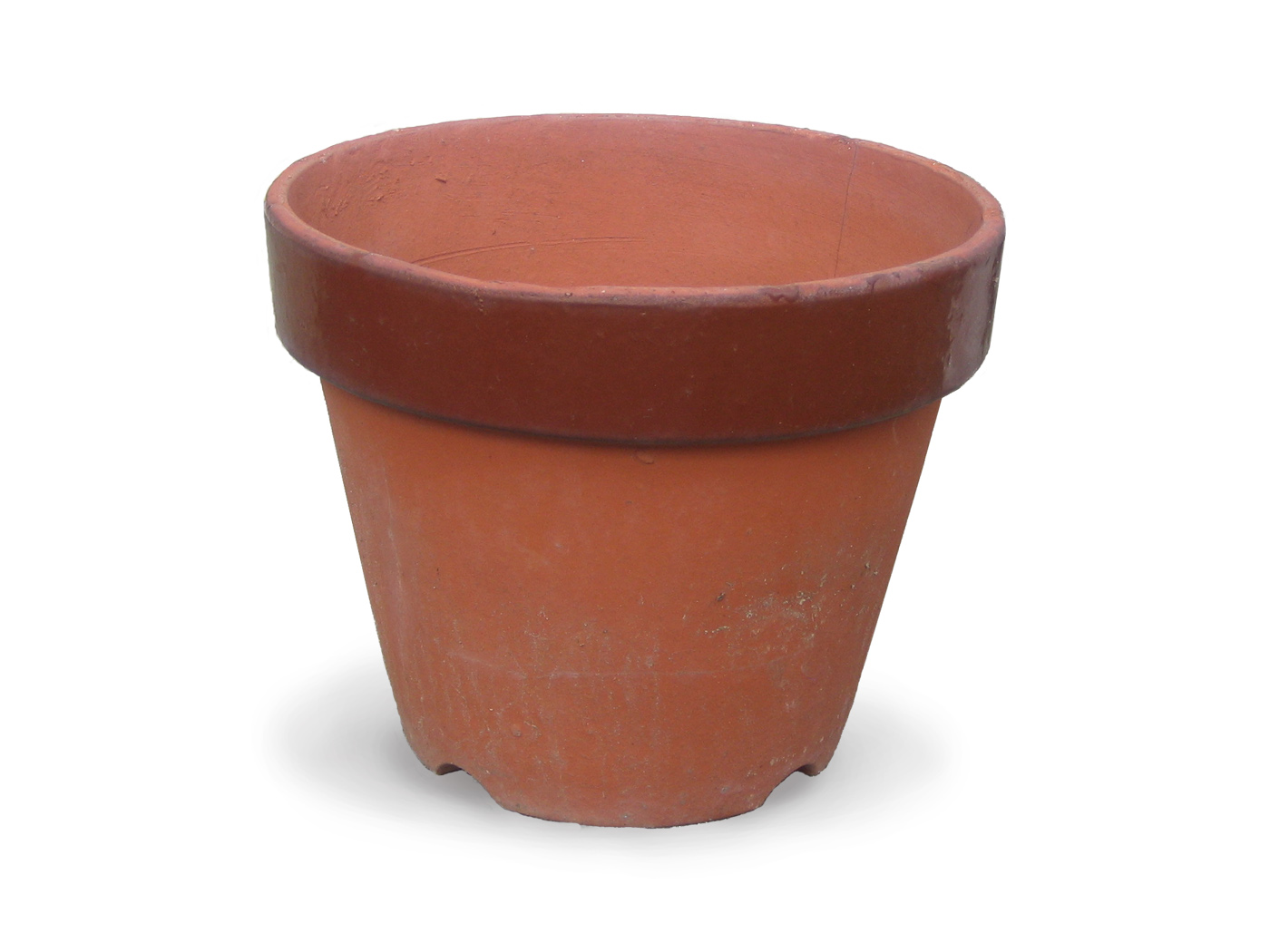
전형적인 화분

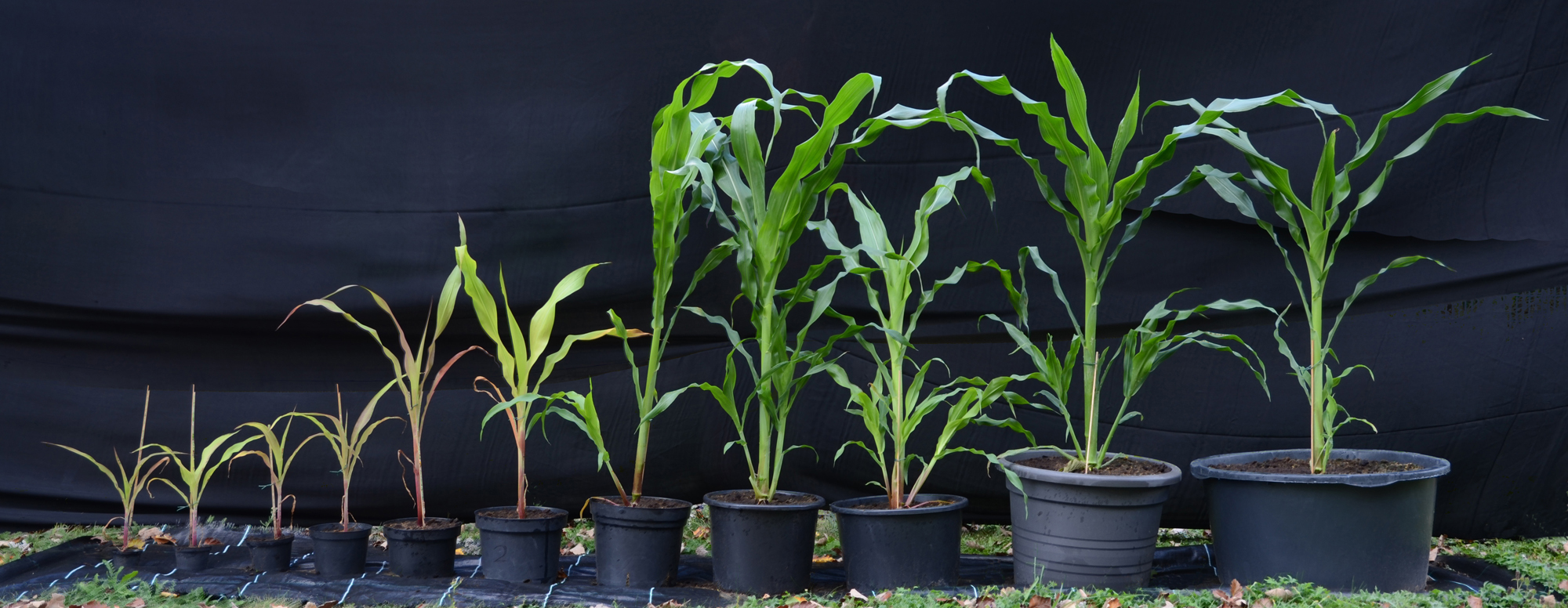

화분(花盆, 영어: flowerpot, flower pot 또는 plant pot)은 꽃과 다른 식물을 심어서 가꾸는 그릇을 가리킨다. 창가 화분은 창문 바깥에 두는 긴 화분을 가리킨다.

## 목적
화분은 식물을 새로운 위치로 옮기는 분갈이, 씨앗을 심거나 식물의 실내 재배, 추운 지역의 실내에서 부드러운 식물을 키우기 등 다양한 용도로 사용된다. 수세기에 걸쳐 화분의 사용은 식물의 원예적 사용에 영향을 미쳤으며, 이집트인들은 화분을 만들어 식물을 한 위치에서 다른 위치로 옮기는데 활용하였다. 로마인들은 추운 날씨에 화분에 심은 식물을 실내로 들여왔다. 18세기에는 빵나무 묘목을 타히티에서 서인도 제도로 운송하는 데 화분이 사용되었다. 또한 난초, 아프리카 제비꽃, 양아욱 제라늄은 아프리카를 포함한 세계 다른 지역에서 화분에 담아 북미와 유럽으로 배송되었다.
18세기에는 조시아 웨지우드(Josiah Wedgwood)의 화분이나 캐시팟이 매우 인기가 있었다. 그들은 종종 매우 장식적이었고 테이블 중앙 장식품으로 사용되었다.
아테네에서는 아도니스 정원 축제 기간 동안 토기 화분을 바다에 던졌다. 테오프라스토스, c. 371 – 다. 기원전 287년에는 남방나무라는 식물이 자라기가 어려워 화분에 심고 번식했다고 기록되어 있다.
테두리 아래 화분의 상단은 일반적으로 어깨 또는 칼라로 알려져 있으며 취급에 도움이 될 수 있다.

## 분류
전통적인 크기는 아래와 같다. (다른 크기도 존재함):
| 이름                       | 심는 수 | 최고 직경 (인치) | 깊이 (인치) |
| -------------------------- | ------- | ---------------- | ----------- |
| Ones                       | 1       | 20               | 18          |
| Twos                       | 2       | 18               | 14          |
| Fours                      | 4       | 15               | 13          |
| Sixes                      | 6       | 13               | 12          |
| Eights                     | 8       | 12               | 11          |
| Twelves                    | 12      | 11.5             | 10          |
| Sixteens                   | 16      | 9.5              | 9           |
| Twenty-fours               | 24      | 8.5              | 8           |
| Thirty-twos                | 32      | 6                | 6           |
| Forty-eights               | 48      | 4.5              | 5           |
| Sixties                    | 60      | 3                | 3.5         |
| Seventy-twos 또는 thimbles | 72      | 2.5              |             |
| Thumbs                     | 80      | 2.5              | 2.5         |
| Nineties 또는 thumbs       | 90      | 1                |             |

최근엔 홈가드닝 열풍으로 전통적인 형태의 화분부터 다양한 디자인의 화분에 이르기까지 많은 종류의 화분들이 출시되었다.

## 묘목
묘목 사업에서 식물은 일반적으로 원형 또는 사각형 플라스틱 화분에서 재배된다. 일부 조직(예: 왕립 원예 협회)은 소매 센터 전체에서 (플라스틱) 화분과 트레이의 재사용을 권장한다. 일부 가든 센터(예: 식용 재배)에서는 플라스틱 재배 화분이 가든 센터 밖으로 나가지 않도록 하고 식물을 판지(또는 신문) 슬리브 안에 넣어 운반하면 된다. 이탄화분, 종이화분 등도 사용되고 있으며, 식재를 위해 용기에서 꺼낼 필요가 없어(오히려 용기와 식물 전체를 직접 심는다) 이식이 용이한 장점이 있다. 또한 판매 목적의 경우 생분해성이고 재사용이나 재활용이 불가능하므로 용기를 회수할 필요가 없다. 야채에 초점을 맞춘 일부 유형이 존재하는 반면, 더 큰 식물(예: 나무, 사탕수수 등)에 초점을 맞춘 다른 종이 화분 시스템이 존재한다.

## 크기
화분의 크기에 따라 식물의 크기가 부분적으로 결정된다. 일반적으로 더 큰 화분에 심은 식물은 결국 더 커진다. 평균적으로 식물은 화분 부피를 두 배로 늘리기 위해 바이오매스를 40~45% 증가시킨다. 이는 부분적으로 더 큰 화분에서 영양분과 물의 가용성이 더 높기 때문일 뿐만 아니라 뿌리가 화분에 덜 묶여 있기 때문이다. 그렇다고 모든 식물이 더 큰 화분에서 더 잘 자란다는 의미는 아니다. 특히 다육식물의 경우 흙이 오랫동안 젖은 상태로 유지되지 않는 것이 중요하다. 이렇게 하면 뿌리가 썩을 수 있기 때문이다. 토양 부피에 비해 식물의 크기가 작을수록 화분의 물을 모두 사용하는 데 더 오랜 시간이 걸린다. 분재 식물은 미적 측면뿐만 아니라 영양분 공급이 적어 잎이 작아지고 성장이 둔해지므로 의도적으로 작은 화분에 심는다. 다육식물만큼 가뭄에 강하지 않기 때문에 자주 물을 주어야 함을 의미한다.

## 모양
높은 화분의 토양에 있는 물은 낮은 화분의 토양에 비해 중력에 의해 더 쉽게 끌어당겨지기 때문에 토양은 오랫동안 젖은 상태로 유지되지 않는다. 이는 대부분의 종의 식물 뿌리에 물뿐만 아니라 공기도 필요하기 때문에 관련이 있다. 화분 흙이 너무 젖으면 식물은 뿌리 주변의 산소 부족으로 고통받을 수 있다.

## 재료
햇빛에 노출된 검은색 화분의 흙은 흰색 화분의 흙보다 더 빨리 따뜻해진다. 점토 화분은 물을 투과할 수 있으므로 화분 흙 내부의 물이 화분 벽을 통해 증발할 수 있다. 유약을 바르거나 플라스틱으로 만든 화분은 증발로 인해 물이 덜 손실된다. 바닥에도 구멍이 없으면 식물이 너무 젖어 있어 어려움을 겪을 수 있다.

## 같이 보기
- 위키미디어 공용에 화분 관련 미디어 분류가 있습니다.
- 방울물주기